# Dreamcatcher (groupe)
Pour les articles homonymes, voir Dreamcatcher.
Dreamcatcher (coréen : 드림캐쳐) est un girl group sud-coréen, formé par Happy Face Entertainment (en) (maintenant Dreamcatcher Company) en 2017. Composé à l'origine de cinq membres (JiU, SuA, Siyeon, Yoohyeon et Dami), le groupe débute sous le nom de Minx avec un premier single, Why Did You Come to My Home?, sorti le 18 septembre 2014. Le groupe re-débute ensuite le 13 janvier 2017 sous le nom Dreamcatcher et deux nouveaux membres : Handong et Gahyun

## Histoire

### 2014-2015: Minx
Minx ont tenu leur première performance, en direct, le 9 août 2014 au Festival Oak Valley Summertime, où elles ont interprété deux chansons originales : Action et Why Did You Come to My Home,. Le 15 septembre, Happy Face Entertainment annonce leurs débuts officiels. Minx a sorti son premier single numérique Why Did You Come to My Home le 18 septembre. Le 2 juillet 2015, Minx revient avec Love Shake. Cependant, le groupe n'a pas le succès attendu et se fond dans la masse. Le label décide de changer de technique marketing et de montrer les membres sous un nouvel angle.

### 2016-2017: Débuts en tant que Dreamcatcher etNightmare
En novembre 2016, Happy Face Entertainment annonce que Minx re-débutera sous le nom de Dreamcatcher avec deux nouveaux membres, Handong et Gahyun et un concept unique, mystérieux, aux ambiances de films d'horreur.
Le 13 janvier 2017, Dreamcatcher débute officiellement avec la sortie de l'album single Nightmare accompagné du single « Chase Me ». Le 5 avril 2017, elles reviennent avec un nouveau single intitulé « Good Night » dans l'album single Fall Asleep in the Mirror.

### 2017-2018:Prequel,Escape the ERAetAlone in the City
Le groupe sort son premier EP Prequel dont est issu le single « Fly High » en juillet 2017. Quelques jours plus tard, une tournée mondiale est annoncée et elles passent par Paris le 25 février 2018.
Pour son premier anniversaire, le groupe sort la chanson « Full Moon » le 12 janvier 2018 qu'elles interpréteront durant leur tournée en Europe. Deux mois plus tard, Dreamcatcher annonce que le nom de leurs fans est « InSomnia » qui veut dire "Dans les rêves" en Latin.
En mai, elles reviennent avec un deuxième EP Escape the ERA et le single « You and I ». Dreamcatcher part en tournée en Amérique du Sud durant l'été.
Le 20 septembre 2018, le groupe sort son troisième EP Alone in the City et le single « What ». Elles font leurs débuts au Japon avec la version japonaise de leur dernier single en novembre.

### 2019:The End of Nightmare
Le 16 janvier 2019, Dreamcatcher sort Over the Sky pour son deuxième anniversaire. Un mois plus tard, le 13 février 2019, leur quatrième EP, The End of Nightmare, avec le single « PIRI » termine la série d'albums sur le thème du cauchemar commencée avec Nightmare,. À cette occasion, on apprend que l'agence de Dreamcatcher, Happy Face Entertainment, reprend le nom de son groupe principal et devient Dreamcatcher Company.
Le groupe continue ses promotions au Japon avec la version japonaise de « PIRI » sortie le 13 mars 2019 et son tout premier album japonais The Beginning of the End, le 11 septembre 2019.
Dreamcatcher revient avec un nouvel EP, Raid of Dream, et la chanson Deja Vu en septembre 2019. L'EP est une collaboration officielle avec le jeu sur mobiles, King's Raid.

### 2020-2021: TrilogieDystopiaet absence de Handong
Dreamcatcher sort son premier album coréen Dystopia: The Tree of Language avec le single « Scream » et les chansons « Full Moon » et « Over the Sky » ainsi que le solo de Siyeon « Paradise » dévoilée précédemment. Cet album marque le début de la série Dystopia. Handong ne participera pas aux promotions de l'album étant en Chine pour enregistrer la seconde saison de l'émission de téléréalité Youth With You. Elle ne peut pas non plus revenir en Corée du Sud à cause des restrictions de voyage dues à la pandémie de Covid-19.
Le 1er mai 2020, Milenasia Project annonce que Dreamcatcher collaborera avec IN2IT et AleXa pour la chanson « Be The Future », un projet soutenu par la Coalition mondiale de l'éducation de l'UNESCO qui souligne l'importance des bonnes pratiques d'hygiène et qui remercie le personnel enseignant du monde entier pour ses efforts pendant la pandémie de Covid-19.
Le 17 août 2020, Dreamcatcher sort un cinquième EP, Dystopia: Lose Myself, et le single « Boca », dont les promotions se font encore une fois sans Handong.
En novembre, les membres annoncent qu'elles chanteront Eclipse pour le générique d'ouverture de la future série télévisée animée King's Raid: Successors of the Will dont la sortie est prévue pour décembre.
La série Dystopia se conclut avec la sortie de l'EP Dystopia: Road to Utopia et du single Odd Eye, le 26 janvier 2021, qui marque le retour de Handong. Avec cette chanson, Dreamcatcher devient le premier girl group de K-pop à atteindre la première place du Next Big Sound Chart de Billboard.
Le 1er juillet 2021, il est annoncé que Dreamcatcher Company et Pony Canyon ont décidé de résilier le contrat de gestion des activités de Dreamcatcher au Japon le 31 août.
Le 30 juillet 2021, Dreamcatcher fait un comeback avec la chanson BEcause et l'EP spécial Summer Holiday (en).

### Depuis 2022: Nouvelle ère avecApocalypse, succès, fin de contrats et première sous-unité
Le 12 avril 2022, Dreamcatcher entame une nouvelle ère: Apocalypse avec leur second album Apocalypse: Save us dont le titre principal est Maison. Celui-ci évoque la négligence des hommes envers l'environnement et la façon dont nous nous autodétruisons. Grâce à Maison, Dreamcatcher obtient sa première victoire dans l'émission "Show Champion" le 20 avril après plus de 5 ans de carrière, et parviennent à en gagner une deuxième dans l'émission "The Show" 6 jours après.
Le 15 mai 2022, Dreamcatcher participe au KPOP.FLEX en Allemagne, le plus grand festival de K-Pop en Europe. Le 4 juin 2022, le groupe est le premier acte de K-Pop à être invité au Primavera Sound, un festival mondialement reconnu.
Le 11 octobre 2022, Dreamcatcher sort son 7ème EP : Apocalypse : Follow Us, avec la chanson principale Vision.
En novembre 2022, toutes les membres décident de renouveler leur contrat avec Dreamcatcher Company sans attendre la fin de leur période de validité.
Le 13 janvier 2023, Dreamcatcher sort un single, intitulé Reason, à l'occasion de leur sixième anniversaire pour remercier leurs fans.
Dreamcatcher clôt la trilogie Apocalypse en sortant leur 8ème EP Apocalypse : From Us, et son titre principal Bon Voyage, le 24 mai 2023.
Le 22 novembre 2023, Dreamcatcher sort son neuvième mini-album VillainS, contenant le titre OOTD.
Le 8 mars 2024 sort le single Luck Inside 7 Doors.
Le 10 juillet 2024, c'est leur dixième EP qui se voit publié : Virtuous. Le single Justice atteint le top 50 des meilleurs morceaux de pop coréenne de 2024 du magazine Dazed et le top 25 dans la même catégorie chez Billboard.
Le 10 mars 2025, Dreamcatcher Company annonce que Handong, Dami et Gahyun quitteraient l'agence le 31 du même mois, sans se séparer du groupe pour autant.
Le 17 avril 2025 est annoncée la création d'une sous-unité composée de JiU, SuA et Yoohyeon : « UAU ». Un mini-album sort le 28 mai 2025.

## Influences et style artistique
Dans la scène pop sud-coréenne, Dreamcatcher se démarque par des influences issues du rock dès leur lancement, ainsi qu'une imagerie tirant vers le gothique et des danses « tranchantes », « plus puissantes encore que celles de leurs homologues masculins »,. Elles ont notamment été accompagnées de Katsuma, batteur du groupe de metalcore Coldrain, ainsi que de Kuboty, guitariste de Totalfat, formation punk japonaise. Siyeon en particulier raconte avoir fait partie d'un groupe de rock au lycée, et cite les musiciens de One ok Rock parmi ses références, tandis que JiU mentionne Babymetal,. 
Plus largement, cette dernière se dit influencée par les musiciennes coréennes Fin.K.L et Jang Na-ra. SuA, elle, évoque la chanteuse BoA et le groupe TVXQ,. Yoohyeon, quant à elle, déclare compter Little Mix parmi ses inspirations. 
Pour chacun de leurs albums, les membres de Dreamcatcher participent à l'écriture et à la composition. SuA a réalisé certaines de leurs chorégraphies, comme celle du morceau « Red Sun ».

## Membres
| Nom de scène | Nom de scène | Nom de naissance | Nom de naissance | Date de naissance | Nationalité  | Positions                                                   |
| Romanisé     | Coréen       | Romanisé         | Coréen/Chinois   | Date de naissance | Nationalité  | Positions                                                   |
| ------------ | ------------ | ---------------- | ---------------- | ----------------- | ------------ | ----------------------------------------------------------- |
| JiU          | 지유         | Kim Min-ji       | 김민지           | 17 mai 1994       | Sud-coréenne | Leader, chanteuse, danseuse, visuelle, unnie (la plus âgée) |
| SuA          | 수아         | Kim Bo-ra        | 김보라           | 10 août 1994      | Sud-coréenne | Danseuse, rappeuse, chanteuse                               |
| Siyeon       | 시연         | Lee Si-yeon      | 이시연           | 1er octobre 1995  | Sud-coréenne | Chanteuse                                                   |
| Handong      | 한동         | Han Dong         | 韓東             | 26 mars 1996      | Chinoise     | Chanteuse                                                   |
| Yoohyeon     | 유현         | Kim Yoo-hyeon    | 김유현           | 7 janvier 1997    | Sud-coréenne | Chanteuse                                                   |
| Dami         | 다미         | Lee Yu-bin       | 이유빈           | 7 mars 1997       | Sud-coréenne | Rappeuse, danseuse, chanteuse                               |
| Gahyun       | 가현         | Lee Ga-hyeon     | 이가현           | 3 février 1999    | Sud-coréenne | Rappeuse, chanteuse, maknae (la plus jeune)                 |

## Discographie

### Albums
| Année                                                                       | Titre                                             | Détails                                                                               | Classements | Classements | Classements | Ventes                |
| Année                                                                       | Titre                                             | Détails                                                                               | COR         | JAP         | USA World   | Ventes                |
| MINX                                                                        | MINX                                              | MINX                                                                                  | MINX        | MINX        | MINX        | MINX                  |
| --------------------------------------------------------------------------- | ------------------------------------------------- | ------------------------------------------------------------------------------------- | ----------- | ----------- | ----------- | --------------------- |
| 2015                                                                        | Love Shake (Mini Album)                           | - Date de sortie : 2 juillet 2015 - Labels: Happy Face Entertainment, Universal Music | 11          | —           | —           | COR : plus de 1 700   |
| DREAMCATCHER                                                                |                                                   |                                                                                       |             |             |             |                       |
| 2017                                                                        | Prequel (1er Mini Album)                          | - Date de sortie : 27 juillet 2017 - Labels : Happy Face Entertainment, Interpark     | 4           | 36          | 5           | COR : plus de 11 200  |
| 2018                                                                        | Nightmare: Escape the ERA (2e Mini Album)         | - Date de sortie : 10 mai 2018 - Labels : Happy Face Entertainment, Interpark         | 3           | 29          | 7           | COR : plus de 25 400  |
| 2018                                                                        | Alone in the City (3e Mini Album)                 | - Date de sortie : 20 septembre 2018 - Labels : Happy Face Entertainment, Genie Music | 2           | —           | 7           | COR : plus de 27 000  |
| 2019                                                                        | The End of Nightmare (4e Mini Album)              | - Date de sortie : 13 février 2019 - Labels : Dreamcatcher Company, Genie Music       | 3           | 43          | 6           | COR : plus de 27 900  |
| 2019                                                                        | The Beginning Of The End (Album studio japonais)  | - Date de sortie: 10 septembre 2019 - Label : Pony Canyon                             | —           | 7           | —           | JAP : plus de 4 909   |
| 2019                                                                        | Raid of Dream (Special Mini Album)                | - Date de sortie : 18 septembre 2019 - Labels : Dreamcatcher Company, Genie Music     | 3           | —           | 10          | COR : plus de 31 800  |
| 2020                                                                        | Dystopia: The Tree of Language (1er Album studio) | - Date de sortie : 18 février 2020 - Labels : Dreamcatcher Company, Kakao M           | 3           | —           | —           | COR : plus de 58 600  |
| 2020                                                                        | Dystopia: Lose Myself (5e Mini Album)             | - Date de sortie : 17 août 2020 - Labels : Dreamcatcher Company, Genie Music          | 3           | —           | —           | COR : plus de 102 000 |
| 2021                                                                        | Dystopia: Road to Utopia (6e Mini Album)          | - Date de sortie : 26 janvier 2021 - Labels : Dreamcatcher Company, Genie Music       | 1           | —           | —           | COR : plus de 129 000 |
| 2021                                                                        | Summer Holiday (Special Mini Album)               | - Date de sortie : 30 juillet 2021 - Labels : Dreamcatcher Company, Sony Music        | 2           | —           | —           | COR : plus de 129 000 |
| 2022                                                                        | Apocalypse: Save us (2e Album studio)             | - Date de sortie : 12 avril 2022 - Labels : Dreamcatcher Company, Sony Music          | 4           | —           | —           | COR : plus de 136 000 |
| 2022                                                                        | Apocalypse: Follow us (7e Mini Album)             | - Date de sortie : 11 octobre 2022 - Labels : Dreamcatcher Company, Sony Music        | 4           | —           | —           | COR : plus de 110 000 |
| 2023                                                                        | Apocalypse : From us (8e Mini Album)              | - Date de sortie : 24 mai 2023 - Labels : Dreamcatcher Company, Kakao Ent.            | 7           | —           | —           | COR : plus de 121 000 |
| 2023                                                                        | VillainS (9e Mini Album)                          | - Date de sortie : 22 novembre 2023 - Labels : Dreamcatcher Company, Kakao Ent.       | 3           | —           | —           | COR : plus de 123 000 |
| 2024                                                                        | VirtuouS (10e Mini Album)                         | - Date de sortie : 10 juillet 2024 - Labels : Dreamcatcher Company, Kakao Ent.        | 6           | —           | —           | COR : plus de 117 000 |
| "—" indique que l'album ne s'est pas classé ou n'est pas sorti dans ce pays |                                                   |                                                                                       |             |             |             |                       |

### Singles

#### Singles coréens
| Année                                                            | Titre                      | Classements | Classements | Album                                |
| Année                                                            | Titre                      | COR         | USA World   | Album                                |
| ---------------------------------------------------------------- | -------------------------- | ----------- | ----------- | ------------------------------------ |
| 2017                                                             | Chase Me                   | —           | —           | Nightmare                            |
| 2017                                                             | Good Night                 | —           | 23          | Nightmare: Fall asleep in the mirror |
| 2017                                                             | Fly High (날아올라)        | —           | —           | Prequel                              |
| 2018                                                             | Full Moon                  | —           | 16          | Dystopia: The Tree of Language       |
| 2018                                                             | You And I                  | —           | 9           | Nightmare: Escape the ERA            |
| 2018                                                             | What                       | —           | 8           | Alone in the City                    |
| 2019                                                             | Over the Sky (하늘을 넘어) | —           | —           | Dystopia: The Tree of Language       |
| 2019                                                             | Piri (피리)                | —           | 12          | The End of Nightmare                 |
| 2019                                                             | Déjà Vu (데자부)           | —           | 12          | Raid of Dream                        |
| 2020                                                             | Scream                     | —           | 6           | Dystopia: The Tree of Language       |
| 2020                                                             | R.o.S.E Blue               | —           | —           | Hors album                           |
| 2020                                                             | Boca                       | —           | 11          | Dystopia: Lose Myself                |
| 2021                                                             | Odd Eye                    | —           | 5           | Dystopia: Road to Utopia             |
| 2021                                                             | BEcause                    | —           | 6           | Summer Holiday                       |
| 2022                                                             | Maison                     | —           | —           | Apocalypse: Save us                  |
| 2022                                                             | Vision                     | —           | —           | Apocalypse: Follow us                |
| 2023                                                             | Reason                     | —           | 8           | Hors album                           |
| 2023                                                             | Bon Voyage                 | —           | —           | Apocalypse : From us                 |
| 2023                                                             | OOTD                       | —           | —           | VillainS                             |
| 2024                                                             | Justice                    | —           | —           | VirtuouS                             |
| "—" indique que le single ne s'est pas classé dans cette région. |                            |             |             |                                      |

#### Singles japonais
| Année                                                                            | Titre                           | Classements | Classements | Album                    |
| Année                                                                            | Titre                           | JAP Phy.    | JAP         | Album                    |
| -------------------------------------------------------------------------------- | ------------------------------- | ----------- | ----------- | ------------------------ |
| 2018                                                                             | What (Japanese Ver.)            | 12          | 55          | The Beginning Of The End |
| 2019                                                                             | Piri (Japanese Ver.) (笛を吹け) | 13          | 87          | The Beginning Of The End |
| 2019                                                                             | Breaking Out                    | —           | —           | The Beginning Of The End |
| 2020                                                                             | Endless Night                   | 13          | —           | Hors album               |
| 2020                                                                             | No More                         | —           | —           | Hors album               |
| 2021                                                                             | Eclipse                         | 17          | —           | Hors album               |
| "—" indique que le single ne s'est pas classé ou n'est pas sorti dans ce format. |                                 |             |             |                          |

## Tournées internationales
| Année     | Nom                            | Lieu                                                         |
| --------- | ------------------------------ | ------------------------------------------------------------ |
| 2017-2018 | 1st Tour "Fly High"            | Japon, Brésil, Europe                                        |
| 2018      | Welcome to the Dream World     | Séoul, Taïwan, Japon, Amérique Latine                        |
| 2019      | Invitation from Nightmare City | Asie du sud-est, Séoul, Japon, Australie, Europe, États-Unis |
| 2022      | Apocalypse : Save Us           | États-Unis, Mexique                                          |
| 2022      | Apocalyspe : Follow Us         | Europe                                                       |
| 2023      | Reason : Makes Dreamcatcher    | États-Unis                                                   |
| 2023      | Apocalypse : From Us           | États-Unis, Canada                                           |
| 2024      | Luck Inside 7 Doors            | Séoul, Europe, Taïwan, Hong Kong                             |